# Novoburasskij rajon
Il Novoburasskij rajon (in russo Новобурасский район?) è un rajon dell'Oblast' di Saratov, nella Russia europea; il suo capoluogo è Novye Burasy.